# ABDACOM

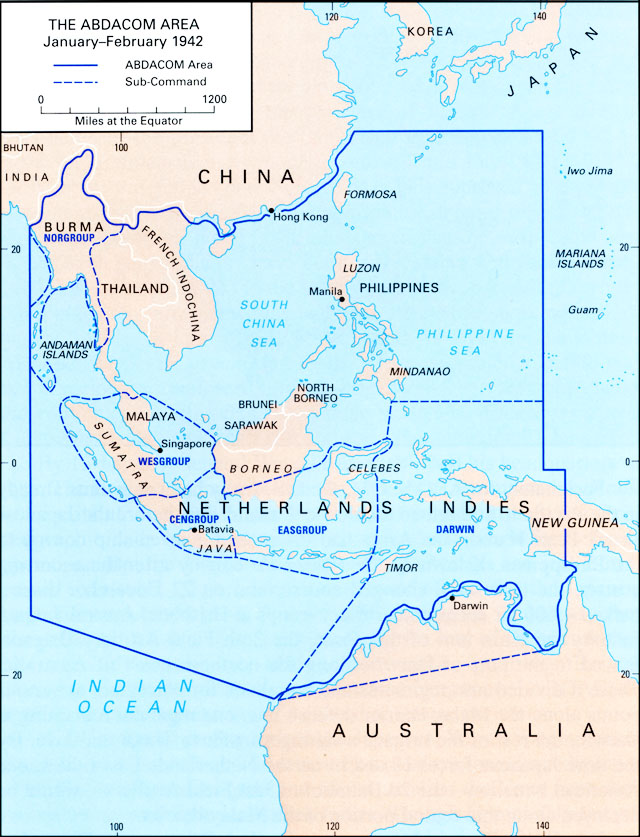
Einsatzgebiet des ABDACOM

ABDACOM war die Kurzbezeichnung für ein US-amerikanisch-britisch-niederländisch-australisches Kommando im südostasiatischen Raum zu Beginn des Pazifikkriegs im Zweiten Weltkrieg (American-British-Dutch-Australian Command). Das Ziel war, den japanischen Vormarsch in Richtung der britischen und niederländischen Kolonien zu unterbinden.

## Vorgeschichte

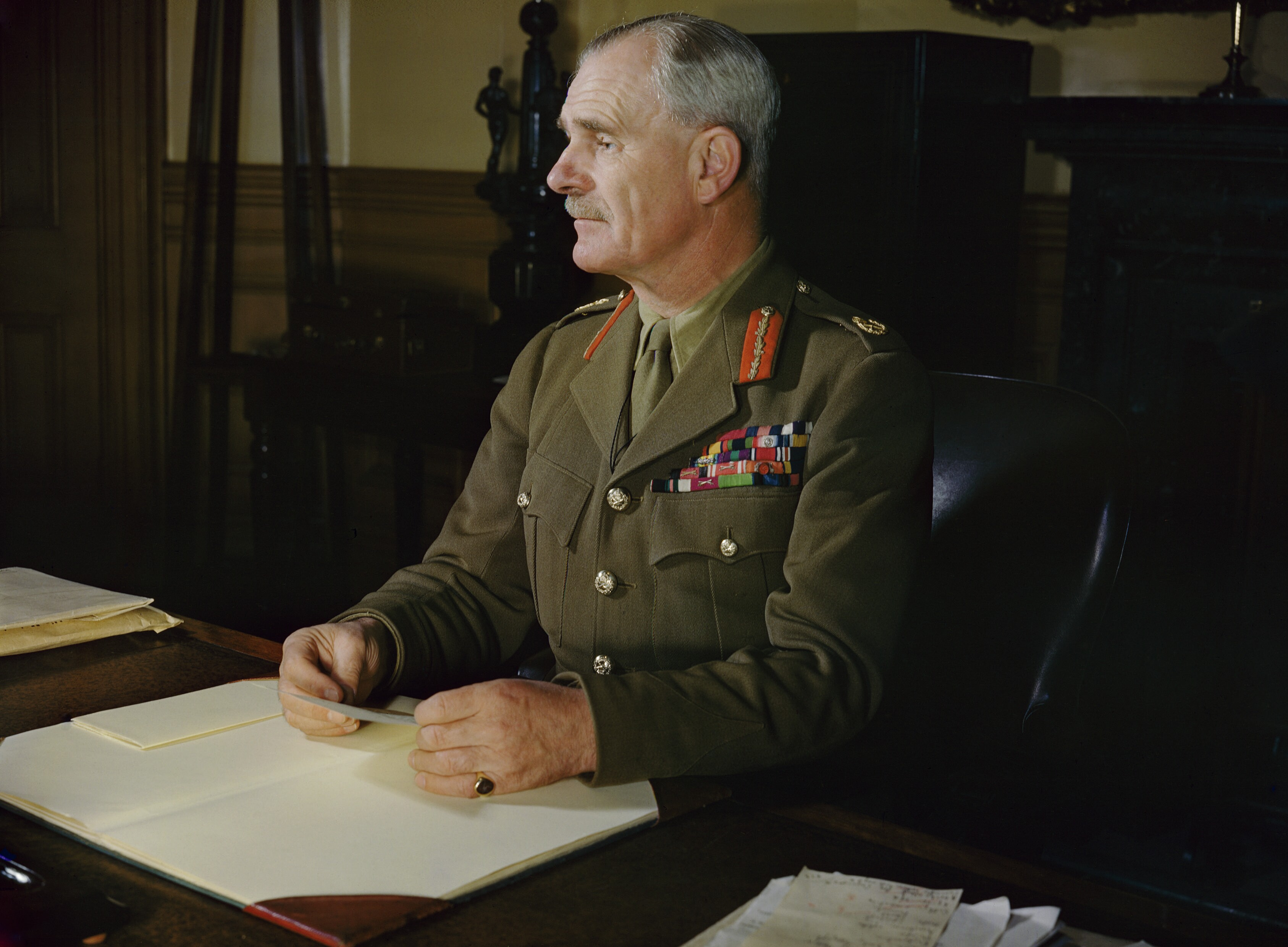
Field Marshal Sir Archibald Wavell

Die amerikanische Führung konnte sich im Verlauf der Monate Januar und Februar 1942 nur auf eine Defensivtaktik gegen die Japaner verlegen. Das unmittelbare angestrebte Ziel war die Verstärkung der Kräfte auf den Philippinen, um die Japaner dort zurückzudrängen. Im regionalen Umfeld standen die US-Amerikaner im Vorjahr den anderen drei Nationen, den Niederländern, Briten und Australiern, bei ihrer Bitte um Unterstützung und Zusammenarbeit zur Verteidigung ihrer kolonialen Territorien nur zögerlich zur Seite, indem sie nur zusagten, dass sie im Kriegsfall eingreifen würden. Infolgedessen mussten die Planungen militärische Mittel auch zur Verteidigung dieser Gebiete, vor allem von Niederländisch-Indien, vorsehen.
Großbritannien wollte seine über hundert Jahre gehaltenen Einflusssymbole im fernen Osten, Singapur und Hongkong, unbedingt verteidigen. Darauf waren die Planungen der sogenannten Singapur-Strategie ausgerichtet. Hongkong fiel allerdings schon am 25. Dezember 1941 an die Japaner; auf Hilfe durch die US-amerikanische Flotte war nach dem Angriff auf Pearl Harbor nicht mehr zu rechnen. Auch die in den Fernen Osten verlegte eigene Force Z war von den Japanern im Golf von Siam ausgeschaltet worden. Die Briten mussten sich daher auf ihre noch verbliebenen Land- und Luftstreitkräfte verlassen und auf alliierte Hilfe hoffen. Letztere hatten die Briten schon bei den Niederländern, Australiern und US-Amerikanern auf der Singapur-Konferenz im Oktober 1940 gesucht, auf der entsprechende Beschlüsse gefasst worden waren. Bei weiteren Treffen in Singapur entwickelten die beteiligten Staaten eine Verteidigungsdoktrin für Südostasien. Die USA stellten wiederholt ein militärisches Eingreifen ihrerseits im Falle eines Kriegsausbruchs in Aussicht. Die Niederländer weiteten ihr Gebiet für Aufklärungsmaßnahmen von der Javasee bis in das Südchinesische Meer und das Gebiet um Borneo und Neuguinea aus, vor allem um Java zu verteidigen. Zwar sicherten die Briten den Niederländern Hilfe zu, aber ihre absolute Priorität lag auf Singapur, dem Dreh- und Angelpunkt für die Verteidigung Südostasiens. Sobald dessen Verteidigung gesichert sei, würden sie die Niederländer bei der Abwehr japanischer Kräfte unterstützen.
Die Niederländer stellten vor allem Seestreitkräfte zur Unterstützung der Briten zur Verfügung, was sich aber als wenig wirksam erwies. Die Briten wiederum sahen sich außerstande, den Niederländern zu helfen, was nach dem Fall Singapurs den Japanern den Weg zur Eroberung Südostasiens erheblich erleichterte.
Briten und Niederländer waren über die Ziele der amerikanischen Kräfte im Pazifik sehr besorgt, auch aufgrund von deren Aussage, dass „ein überholtes Kolonialreich zu verteidigen nicht ihr Geschäft sei.“. Zudem könnten die USA nach dem Fall der Philippinen versuchen, bei ihnen um Hilfe für ihre beschränkten Mittel zu bitten, was beide Staaten als Verschwendung von Kräften ansahen. Vor allem die Reste der Asiatischen Flotte, bestehend aus drei Kreuzern, vierzehn Zerstörern, einigen Unterseebooten und diversen anderen Schiffen, waren Ende Dezember von der philippinischen Basis abgezogen worden. Zwar wurden einige US-Bomber nach Java verlegt, andere aber auch nach Australien.

## Gründung
Die Einrichtung einer gemeinsamen Kommandoorganisation von Amerikanern, Briten, Niederländern und Australiern unter der Führung eines einzigen Oberbefehlshabers, war eine Idee, die General George C. Marshall US-Präsident Franklin D. Roosevelt und dem englischen Premierminister Winston Churchill vorgestellt hatte, aber er war nicht der Erste, der darauf drängte. Dies war bereits von Singapur aus geschehen, wo sich am 20. Dezember 1941 erneut amerikanische, britische, niederländische und australische hochrangige Militärs versammelt hatten. In den Geheimgesprächen, die dort und in Bandung schon Anfang 1941 stattgefunden hatten, waren Pläne ausgearbeitet worden, wie man auf die als möglich erachteten japanischen Offensiven reagieren würde. Da diese Offensiven nun zur unabwendbaren Tatsache geworden waren, wurde die Notwendigkeit einer Ein-Mann-Führung erkannt. Oberstleutnant Francis G. Brink, der den Stab der US-Armee in Singapur vertreten hatte, signalisierte Washington am 21. Dezember:

„[Es gibt einen ...] unmittelbaren Bedarf an einem Oberhaupt über einen kombinierten alliierten Stab zur detaillierten Koordinierung der Maßnahmen der USA, Großbritanniens, Australiens und der Niederlande für Bewegungen zu ihren vorgesehenen Standorten, Einrichtung und Aufrechterhaltung von Luft- und Seeverbindungen und die strategische Ausrichtung aller Operationen im pazifischen Raum.“

Bandung war für Brink der logische Ort für die Einrichtung des von ihm befürworteten Hauptquartiers. Zudem sei die „inoffizielle Meinung“ der anderen Konferenzteilnehmer in Singapur, „dass ein mit dem pazifischen Raum vertrauter US-Kommandant nicht nur akzeptabel, sondern wünschenswert wäre“.Was die Person des Oberbefehlshabers betraf, so wollte Churchill einen Amerikaner, aber Roosevelt, der zuerst an einen Amerikaner gedacht hatte, nämlich Douglas MacArthur, sagte auf Druck seiner Stabschefs, dass nur ein Engländer für ihn akzeptabel sei. In Erwartung, dass dieser Oberbefehlshaber schwere Niederlagen gegen die Japaner erleiden würde, protestierten die britischen Generalstabschefs, aber Roosevelt setzte sich durch.
So wurde am 28. Dezember in Surabaya eine neue Kommandoorganisation beschlossen: ABDA-Command. Der britische Oberbefehlshaber in Britisch-Indien, General Sir Archibald Wavell, wurde an die Spitze des ABDACOM gesetzt. Sein Stellvertreter wurde Generalleutnant George H. Brett von den USAAF.
Van Starkenborgh, der Generalgouverneur von Niederländisch-Indien, zeigte sich in mehreren Telegrammen besorgt darüber, dass die Niederländer in diesem Krieg nur eine untergeordnete Rolle spielen würden und es zu einem Autoritätsverlust in ihrem Einflussbereich käme, der sich auf die nationalistischen Selbstbestimmungsbestrebungen der Indonesier auswirken würde. Daher wünschte er eine stärkere Einbeziehung der niederländischen Interessen im gemeinsamen Kommando. Weitere Diskussionen wurden aber von den Amerikanern und Briten abgelehnt, mit der Begründung, dass die einmal getroffenen Entscheidungen nicht wieder in Frage gestellt werden dürften und weitere Konsultationen mit anderen Staaten nur in einem Chaos enden würden.

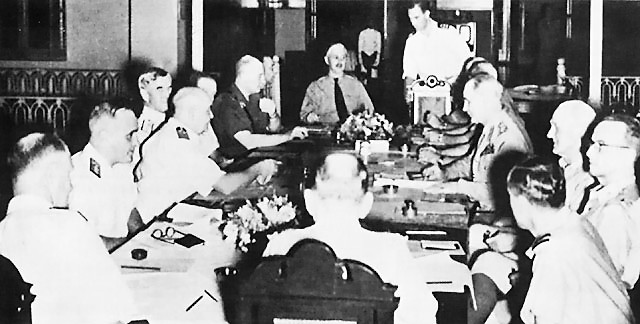
Erste ABDACOM Konferenz. Um den Tisch sitzend (von l. n. r.): Die Admirale Layton, Helfrich und Hart, General ter Poorten, Colonel Kengen der Royal Netherlands Army (am Kopfende), Feldmarschall Wavell und die Generäle Brett und Brereton

Einen Monat nach dem japanischen Angriff auf Pearl Harbor vom 7. Dezember 1941 wurde das Kommando dann am 8. Januar 1942 gegründet. Als Stabschef fungierte Generalleutnant Henry Pownall, der ehemalige britische „Oberkommandierende Fernost“. Die Führung der Landstreitkräfte hatte der niederländische General Hein ter Poorten. Die malayischen Kräfte unterstanden dem Briten Lieutenant General Arthur Percival. Der amerikanische Generalleutnant Lewis H. Brereton übernahm die Führung der Luftstreitkräfte. Er wurde am 28. Januar 1942 vom britischen Air Marshal Richard Peirse abgelöst. Die Seestreitkräfte unterstanden dem US-amerikanischen Admiral Thomas C. Hart, dessen Asienflotte den Kern der ABDA-Flotte bildete. Hart wurde am 12. Februar durch den niederländischen Vizeadmiral Conrad E. L. Helfrich ersetzt. Der Grund waren zunehmend starke Interessenkonflikte zwischen den Niederländern und der ABDACOM-Führung, die nicht zuletzt dadurch begründet waren, dass die Niederländer sich im ABDA-Areal deutlich besser auskannten als die Amerikaner. Hart zog sich daraufhin von seinem Kommando zurück und begründete dies mit gesundheitlichen Problemen. Auch die amerikanisch-philippinischen Einheiten unter dem US-amerikanischen General Douglas MacArthur unterstanden theoretisch dem ABDACOM, konnten aber durch die schon im Dezember 1941 beginnende japanische Invasion der Philippinen nur noch autark agieren. Das Hauptquartier des ABDACOM befand sich anfangs in Singapur, wurde aber schon am 15. Januar 1942 auf niederländischen Wunsch nach Lembang, rund 16 km nördlich von Bandung auf Java verlegt.

## Problematiken
Trotz einiger Erfolge zur See war dem ABDACOM kein langes Leben beschieden. Das Kommando wurde am 25. Februar 1942 von Wavell wieder aufgelöst, da er nach den ersten Kämpfen gegen die Japaner einsah, dass nicht genügend Einsatzkräfte zur Verteidigung des riesigen Gebiets bereitstanden. Besonders die vielen Inseln von Burma über Niederländisch-Indien, den Philippinen bis nach Hongkong und Formosa machten eine erfolgreiche Verteidigung mit den zur Verfügung stehenden Mitteln praktisch unmöglich. Weitere Probleme bildeten die undurchsichtigen Kommandostrukturen, die unterschiedlichen politischen Interessenlagen und strategischen Konzepte seiner internationalen Einsatzkräfte. Insbesondere war das Verhältnis zu US-General Douglas MacArthur gespannt, dessen Interessen weniger in der Verteidigung der Malaiischen Barriere lag, sondern an einer Wiederherstellung der Nachschublinien nach Luzon und einer Unterstützung der US-Einheiten auf den Philippinen.
Zwei Tage später, am 27. bzw. 28. Februar 1942 wurde die ABDA-Flotte unter dem niederländischen Konteradmiral Karel Doorman während der Schlacht in der Javasee faktisch ausgeschaltet. Unmittelbar danach landeten am selben 28. Februar japanische Truppen auf Java und besetzten damit die letzte in niederländischer Hand befindliche Insel in der Region.
Die letzten verbliebenen ABDA-Landstreitkräfte auf Java zogen sich ins Landesinnere zurück, um den Kampf fortzusetzen, mussten jedoch nach erbittertem Widerstand am 9. März 1942 vor der japanischen Übermacht kapitulieren.

## Landerfolge
Der möglicherweise einzige erwähnenswerte Erfolg der – zu diesem Zeitpunkt bereits ehemaligen – ABDA-Landstreitkräfte war die Schlacht um Timor, die von australischer und niederländischer Infanterie bzw. lokalen portugiesischen Siedlern nach der japanischen Landung am 19. Februar 1942 gewissermaßen als Guerillakrieg für noch etwa ein Jahr bis zur endgültigen Evakuierung dieser letzten alliierten Einheiten in der Region am 10. Februar 1943 weitergeführt wurde.

## Seeerfolge
- Versenkung des japanischen U-Boots I-60 durch die Jupiter bei Krakatau
- Seeschlacht vor Balikpapan – Vier Zerstörer der ABDA-Flotte versenken drei japanische Truppentransporter und ein Patrouillenboot